# Acacia altiscandens
Acacia altiscandens é uma espécie de leguminosa do gênero Acacia, pertencente à família Fabaceae.